# Hadsund Syd Station
Hadsund Syd Station var järnvägsstation till den 31 mars 1969, när privatbanorna Aalborg-Hadsund Jernbane och Randers-Hadsund Jernbane lades ned.
Stationsbyggnaderna är fortfarande i bruk och används för privata företag. Byggnaderna är belägna på den södra sidan av Mariagerfjorden. Randers-Hadsund Jernbane hade Hadsund Syd Station som ändstation, innan det fanns någon direkt koppling över Mariagerfjorden. År 1904, när Hadsundbroen invigdes, fortsatte tågen från Aalborg till Hadsund Syd Station.
Efter en renovering år 1927 skedde en förändring i respektive järnvägsbanors terminaler. Randers-tåget fortsatte nu över Mariagerfjorden och hade Hadsund Nord Station som ändstation i samarbete med Aalborg tåg.